# 大川明子
大川 明子（おおかわ あきこ、1964年10月13日 - ）は、日本の女優。東京都品川区出身。身長148cm、血液型はA型。ネクストワン（旧武田鉄矢商店）所属。本名及び旧芸名は、村野 仁美。武田鉄矢のマネージャー補佐も務める。

## 来歴・人物
1980年に『3年B組金八先生』第2シリーズでデビュー。大川明子役でお調子者の生徒を演じる。その後、小野学園女子高等学校（現在：品川翔英高等学校）卒業。劇団ひまわりを経て、1984年にあすなろプロモーションへ移籍。端役でドラマ・映画に出演した後に、1990年に武田鉄矢に入門し、『金八先生』での役名を芸名とした。女優の傍ら武田らのマネジメントもこなし、武田主演のドラマに企画段階から参加もする等活発的な活躍をしている。

## 出演作品

### テレビ

#### TBS
- 3年B組金八先生（1980年 - 1981年・1983年・1985年 - 1987年・1990年・1995年 - 2011年、TBS） - 道政（旧姓：大川）明子役[注 1]
- 愛し方がわからない - てんぐの客 役
- ずっとあなたが好きだった - 冬彦と美和と同じマンションに住む主婦役（第3話）
- ADブギ
- 長男の嫁
- きのうの敵は今日も敵
- ジューン・ブライド（第2話）
- 先生知らないの?
- 教習所物語
- 積木くずし（1983年 テレビドラマ版 第6話）
- テレビ未来遺産“終戦69年”ドラマ特別企画 遠い約束〜星になったこどもたち〜
- ウルトラマンになりたかった男（1993年）
- 大好き!五つ子最終シリーズ（2009年、TBS） - 看護師役（第1話）

#### フジテレビ
- 並木家の人々

#### 日本テレビ
- 俺はO型牡羊座

### 映画
- 刑事物語
- プロゴルファー織部金次郎シリーズ

### 舞台
- 母に捧げるバラード
- 3年B組金八先生

### 楽曲
- 世界はグー・チョキ・パー/夢の人（「ドラえもん のび太と夢幻三剣士」主題歌・挿入歌）※武田鉄矢一座名義